# Розенмонтаґ

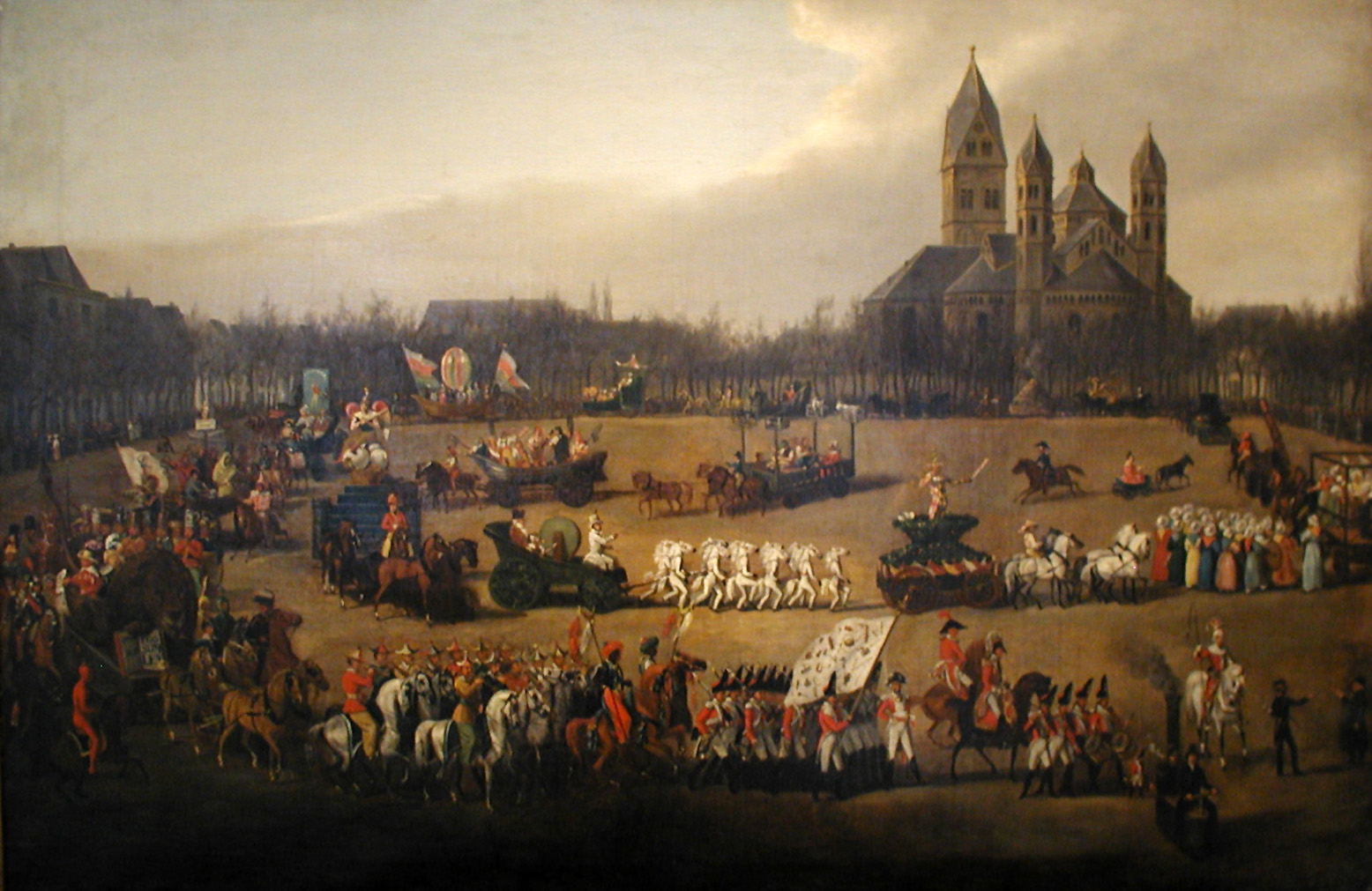
Процесія Розенмонтаґ в Ноймаркті, картина Зімона Майстера, Кельн, 1836 р.

Розенмонтаґ є кульмінацією карнавального сезону, особливо в Рейнланді та Рейнгессені. Святкування припадає на понеділок перед попільною середою та між карнавальною неділею та карнавальним вівторком. У головних містах карнавалу, таких як Кельн, Бонн, Дюссельдорф або Майнц, його святкують у формі процесії. Деякі роботодавці за звичаєм дають своїм працівникам вихідний; однак це не є державним святом в жодній землі Німеччини.

## Назва
Після того як Наполеон рішуче припинив карнавальні заходи, особливо в Рейнській області, після Віденського конгресу в 1815 році, карнавал мав бути реформований. З цією метою в 1823 році в Кельні було засновано так званий Розпорядчий комітет, щорічні загальні збори якого відбувалися під час Великого посту, наступного дня після неділі Laetare. Починаючи з ХІ століття, Лаетарську неділю регіонально також називають «трояндовою неділею», оскільки в цей день Папа благословляв золоту троянду і дарував її заслуженій особистості.
«Німецький словник» Якоба та Вільгельма Грімм пропонує інше пояснення. Відповідно до нього, термін «Rosenmontag» походить від середньоверхньонімецької мови, від слова «Rasenmontag», що означає «шалений понеділок». Німецький словник визначає термін відповідно до слова «rasen» кельнського діалекту, що означає «чудовий».

## Процесія Розенмонтаґ
Перша організована карнавальна процесія відбулася 10 лютого 1823 року в Кельні. Близько 1830 року позначення комітету, ймовірно, також було застосовано до процесії та називалося «Rosenmontagszug».
З Кельна Розенмонтаґ незабаром поширився на карнавальні звичаї Німеччини. Перша процесія дюссельдорфського Розенмонтаґу почалася 14 лютого 1825 року, в Бонні — 1828 року, а перша процесія Розенмонтаґу в Майнці відбулася 26 лютого 1838 року.
У 1991 році процесії Розенмонтаґу були скасовані у багатьох місцях, наприклад у Кельні, Дюссельдорфі та Майнці, через ескалацію Другої війни в Перській затоці. Через пандемію COVID-19 у 2021 році по всій країні не проводилися процесії. У 2022 році через вторгнення Росії в Україну Розенмонтаґ в Кельні спонтанно перетворили на мирну демонстрацію, в якій взяли участь понад 250 тисяч людей. У Дюссельдорфі, куди з самого початку перенесли процесію на кінець травня, містом проїхав вагон, присвячений війні в Україні, спеціально виготовлений Жаком Тіллі.

## Дати
Дата Розенмонтаґу завжди припадає на 48 днів перед Великодньою неділею і, як і багато християнських свят, які мають особливу функцію в літургійному році, розраховується за формулою рухомої Пасхи.